# Етнографічна карта
Етнографічна карта — карта, що показує географічне розміщення й просторові взаємини явищ й об'єктів. Основні види етнографічних карт: етнічні, історико-етнічні (характеризують розселення народів в минулому) та історико-етнографічні (відображають різні сторони життя народів, характерні риси їх традиційної матеріальної й духовної культури). Етнічна карта — географічна карта на якій зображено особливості розселення різних етнічних груп на певній території. На ній зображуються як суцільні етнічні території певних народів (території, що характеризується певною однорідністю етнічного складу постійних мешканців), так й етнічні анклави (порівняно невеликі частини етнічної території певного етносу, оточені іншою етнічною територією). На карті також відображають чисельність етносів, їх приналежність до тієї чи іншої раси, походження (етногенез). Крім того, показують поширення мов (мовних груп), діалектів, релігій та вірувань...
На початку XIX ст. в багатьох країнах Європи було запроваджено регулярні переписи населення, а також значно активізувалися етнографічні дослідження, пов'язані з українським національним відродженням. Це створило об'єктивні передумови для започаткування у 1820-х рр. етнічного картографування. Стало можливим детально, буквально за населеними пунктами, картографувати склад людності, визначати абсолютну і відносну вагу окремої національності на певній території. В цей період активізувався процес формування слов'янських націй. Слов'янознавство почало розвиватись як окремий напрям науки. На основі результатів етнографічних досліджень вчені отримали можливість картографувати території розселення окремих народів...
Перші науково обґрунтовані етногеографічні карти території України з'явилися в першій половині XIX ст. Першими етнографічними мапами слов’ян були карти чеських вчених Яна Чапловича (1829), Павла Шафарика (1842), француза К. Дежардена (1837; на карті вперше подано етнографічні межі розміщення українців) та англійця Г. Комбста (1841), які довший час залишались основою знань про розселення слов’янських народів. У першій половині XIX ст. на них опирались інші картографи при укладанні власних етнічних мап (Карл Крістіан Франц Радефельд (1844), І. Гауфер (1846), Г. Берґгаус (1845; 1847; 1848), Й. В. Гойфлер (1849), Ф. Раффельшперґер (1849), Р. Фрьоліх (1849)).....

## Історія створення в Україні
На етнографічних картах іноземних авторів напис «УКРАЇНЦІ» з’являється лише в 1880-х рр.. Одна із перших українських етнографічних карт (1896 р.) де УКРАЇНСЬКИЙ етнос названо УКРАЇНЦЯМИ це - «Народописна карта українсько-руського народу» Григорія Величка. Українці названі – «українці русини»...
В середині XIX ст. — карти Кеппена П. І. (1851 р.), Черніга К. Ф. (1855 р.). Відтоді укладено й опубліковано не один десяток етногеографічних описів, карт, спеціальних досліджень, присвячених всій етнічній території українців чи окремим її частинам. Великий внесок у становлення української етнічної географії зробив С.Рудницький, у її розвиток — В.Кубійович. В умовах хрущовсько-брежнєвського СРСР етногеографічні дослідження провадив В.Наулко.
Актуальність етногеографічних досліджень зростала під час активного виборювання українцями незалежності своєї держави. Українські політичні лідери, починаючи від Б. Хмельницького, прагнули щоб українська держава охопила всю українську етнічну територію. Етногеографічна карта України була одним з перших масових видань періоду УНР.

## Галерея (приклади етнічних карт)

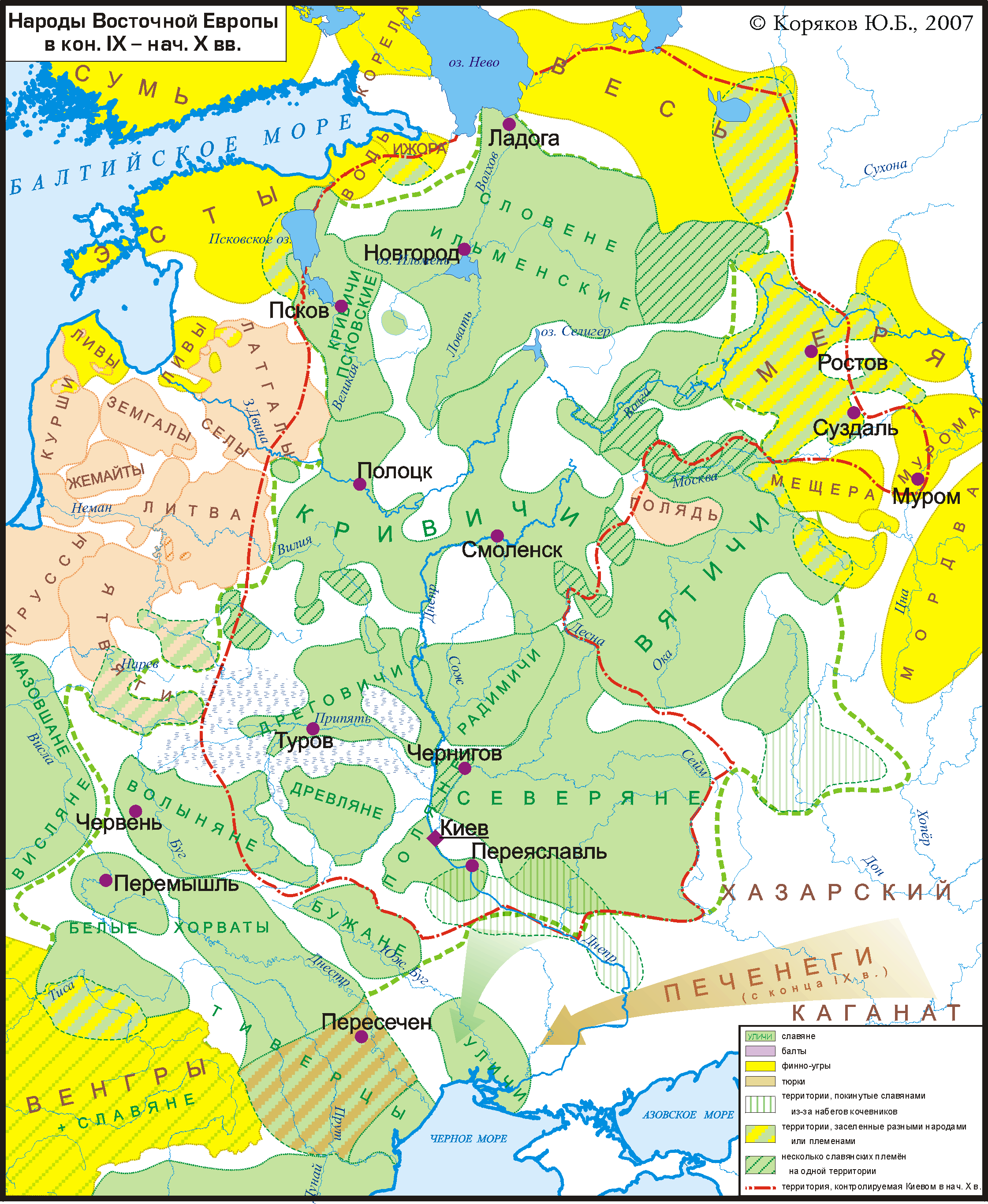
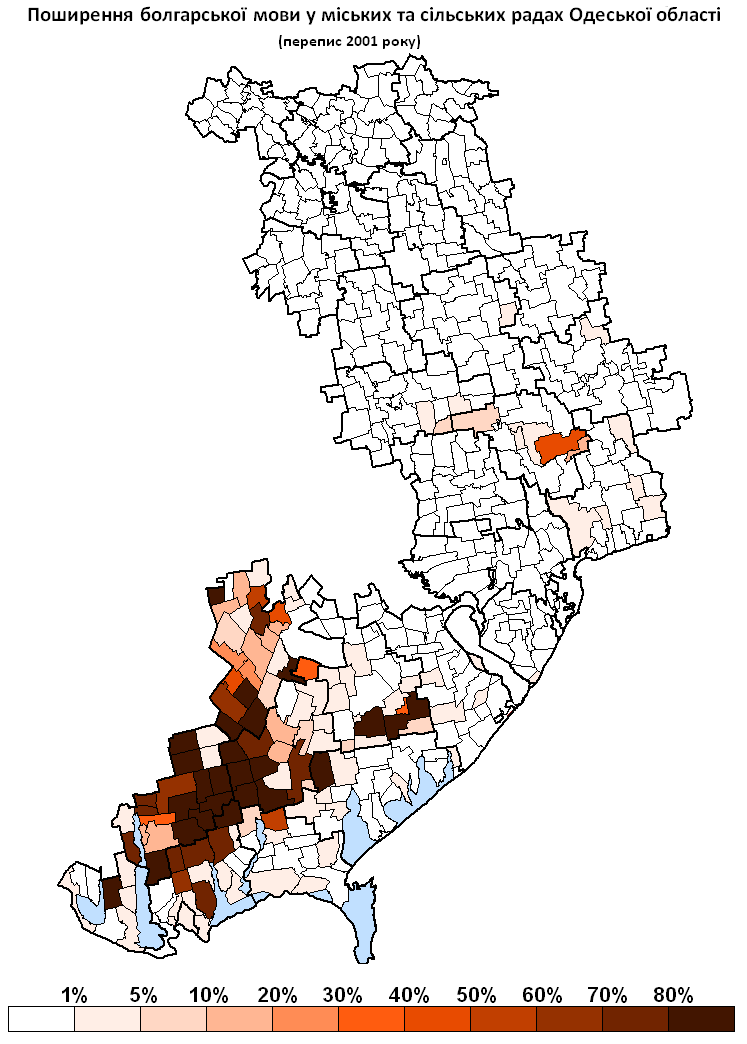
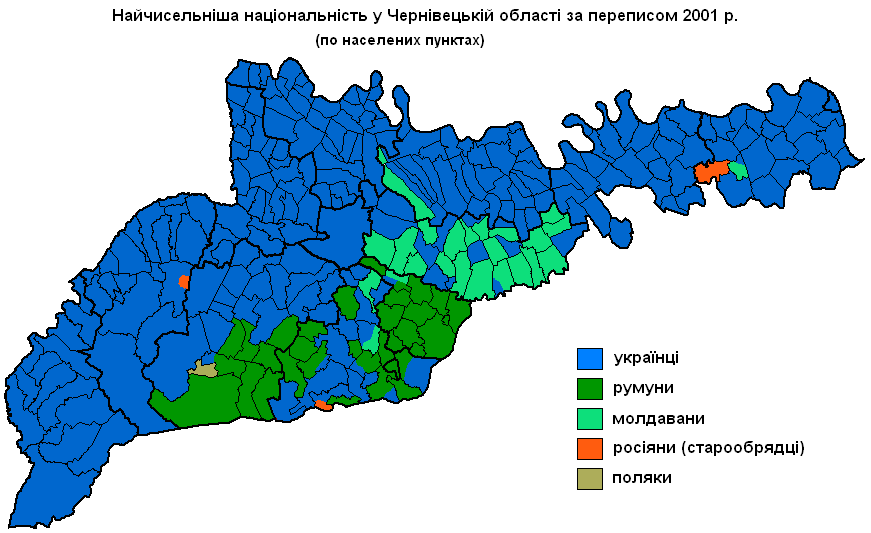
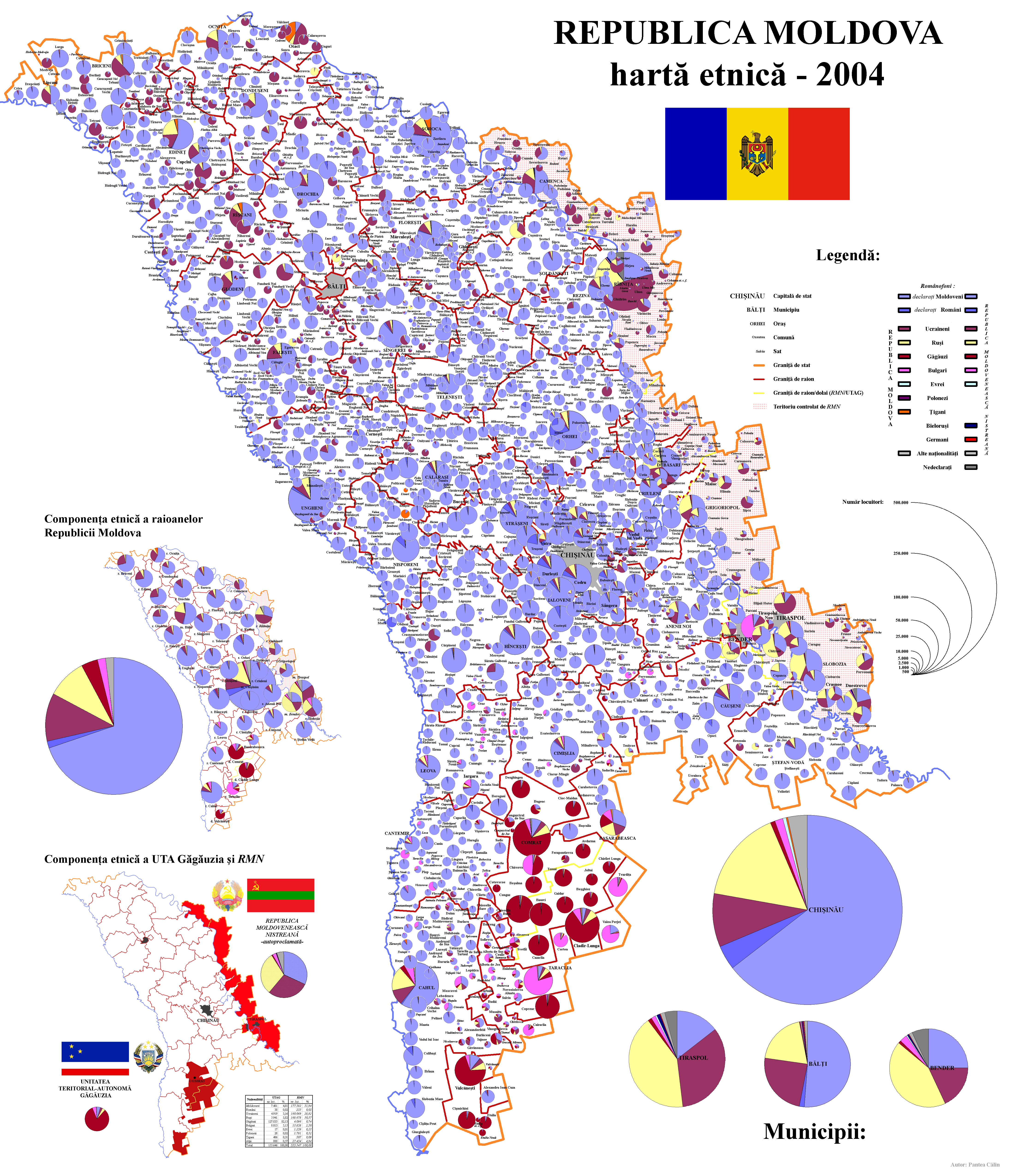
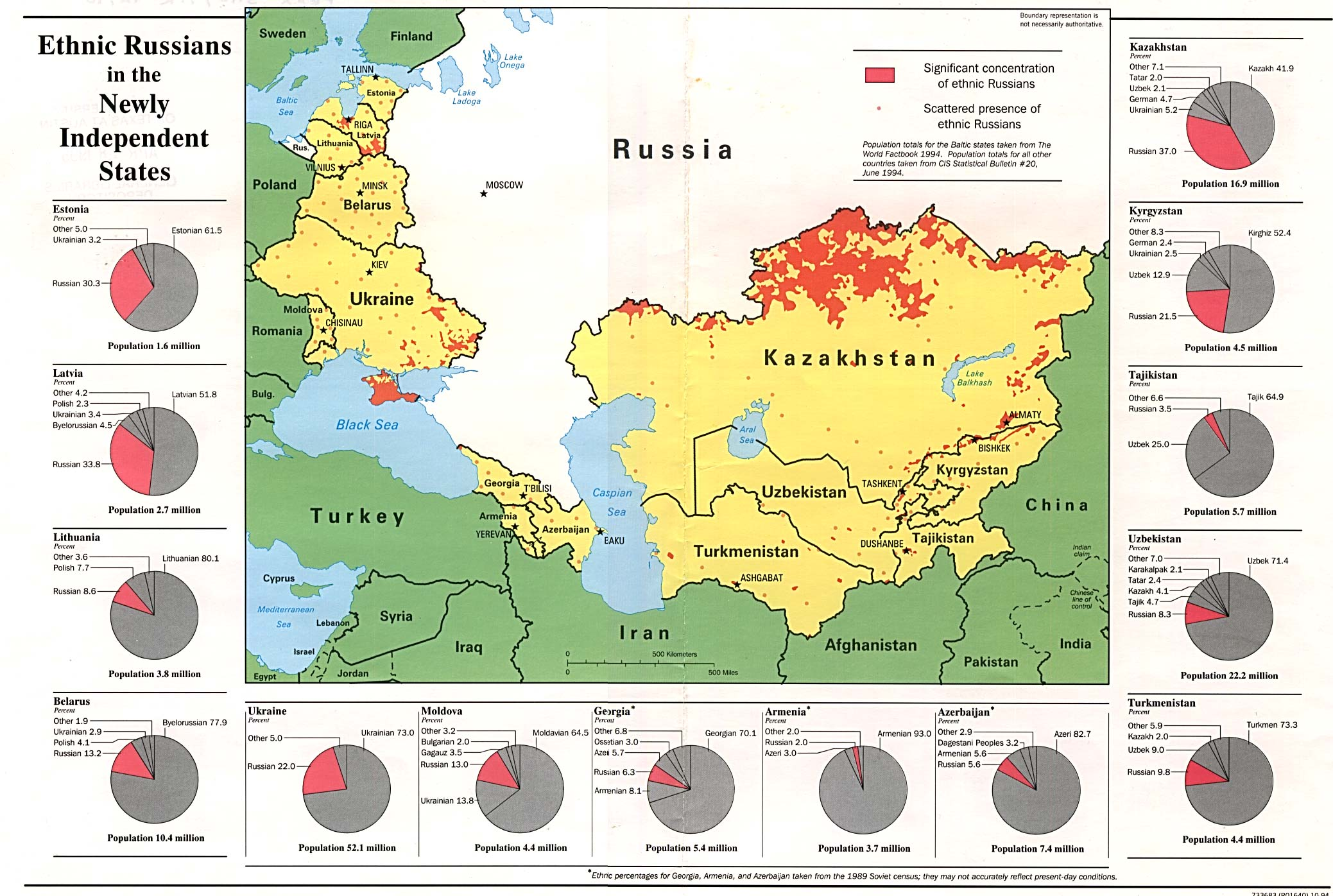
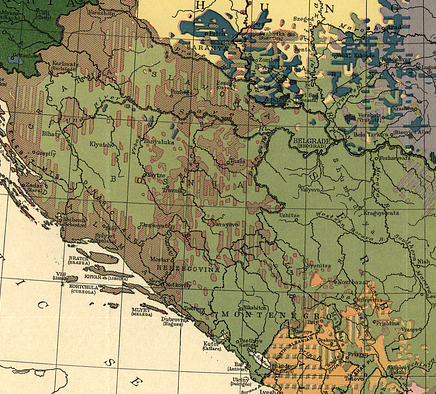
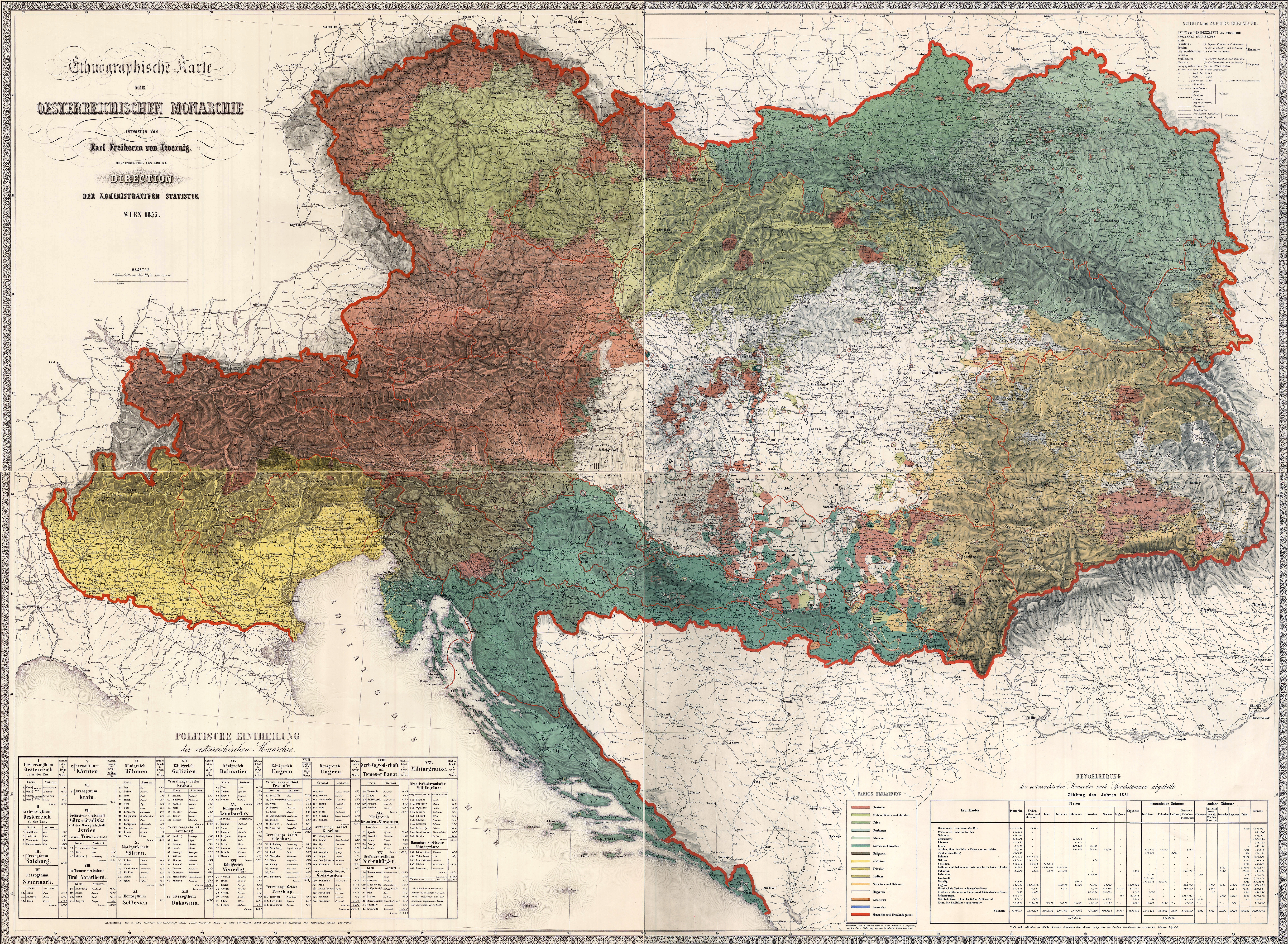
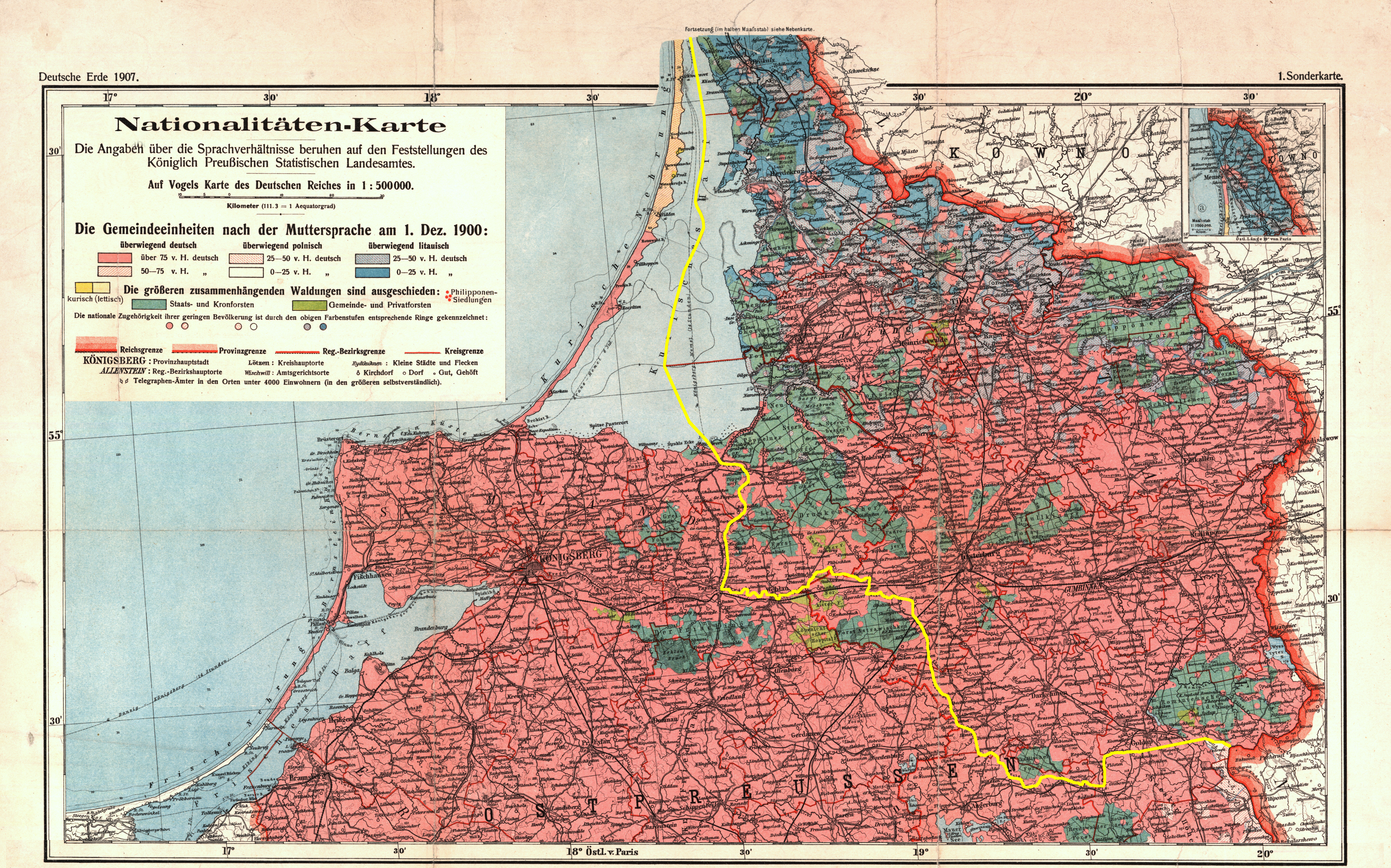
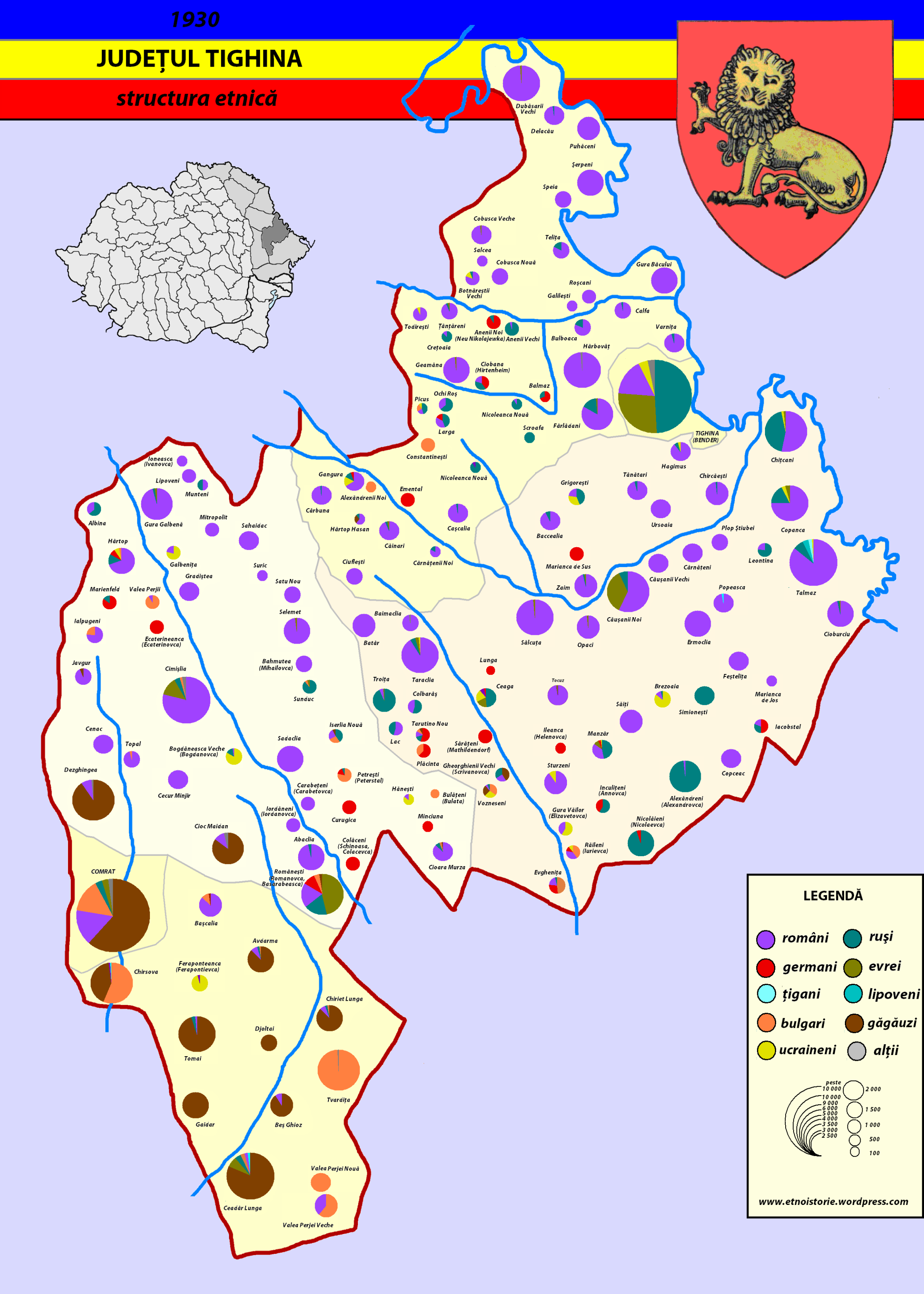
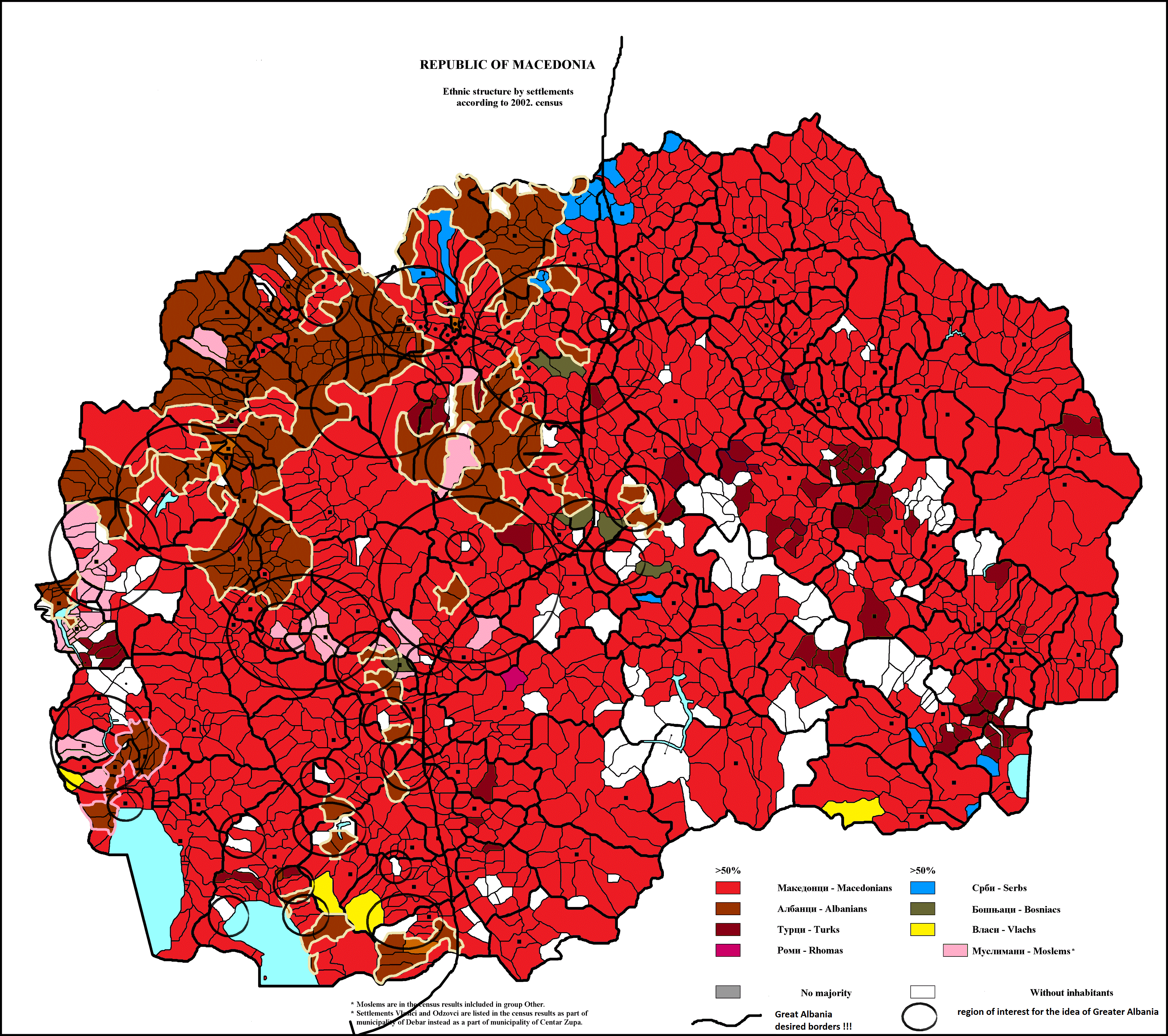
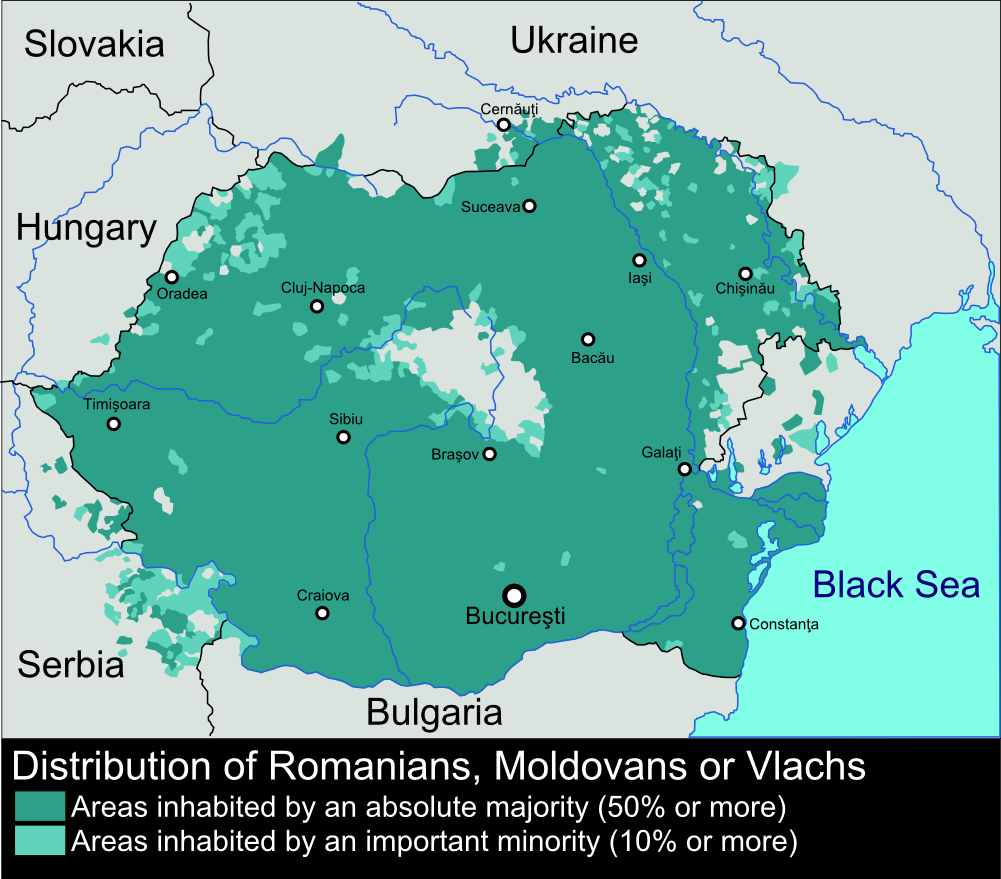